# 流苏蜘蛛抱蛋
流苏蜘蛛抱蛋（学名：Aspidistra fimbriata）是天门冬科蜘蛛抱蛋属的植物，为中国的特有植物。分布在中国大陆的海南、福建、北京等地，常生长在山谷密林下及岩石上，目前尚未由人工引种栽培。